# Capasa manifesta
Capasa manifesta är en fjärilsart som beskrevs av Inoue 1964. Capasa manifesta ingår i släktet Capasa och familjen mätare. Inga underarter finns listade i Catalogue of Life.